# Knut Gyllencreutz
Knut Gustaf Gyllencreutz, född 10 juli 1854 i Stockholm, död den 24 maj 1937 i Östersund, var en svensk arkitekt.

## Biografi
Gyllencreutz var efter sina arkitektstudier verksam i Stockholm under 1880-talet och anställd på Gustaf Sjöbergs arkitektbyrå. År 1884 ritade han ett stort bostadshus med rik putsdekor och avfasat hörn med balkonger med smidda räcken i kvarterat Kumlet på Östermalm, Kommendörsgatan 38 - Skeppargatan 54. Tillsammans med kollegan byggnadsingenjören Carl Widell (1854–1910) ritade han flera bostadshus i Vasastaden och på Kungsholmen, bland annat Surbrunnsgatan 37 och Kungsholmsgatan 30.
Gyllencreutz sökte sig i likhet med många andra stockholmsarkitekter till Sundsvall för att delta i återuppbyggandet av staden efter den stora stadsbranden sommaren 1888. Under åren 1889–1891 drev han ett arkitektkontor i staden tillsammans med stadsarkitekten Per Appelberg. De ritade flera palatsliknande stenhus i framträdande lägen i staden som har stor betydelse för Sundsvalls stadsbild, såsom Centralhotellet vid Esplanaden 6 och Hedbergska huset, Kyrkogatan 26. Tre hus i Sundsvalls stenstad, ritade av Appelberg & Gyllencreutz, är statliga byggnadsminnen. Förutom de båda ovan nämnda även Tryckeribolagets hus vid Rådhusgatan 19. Efter Appelbergs död 1891 fortsatte Gyllencreutz i eget namn. Han ritade många hus i Sundsvall, huvudsakligen utförda i putsarkitektur. Det så kallade Malmströmska huset, Storgatan 10, uppfört 1897 efter ritningar av Gyllencreutz, är även det ett statligt byggnadsminne.
År 1904 flyttade Gyllencreutz med sin familj till Östersund där han blev en av stadens mest anlitade arkitekter.
Han var från 1878 gift med Nanna (Amanda) Boberg. De är begravda på Norra begravningsplatsen i Östersund.

## Verk i urval

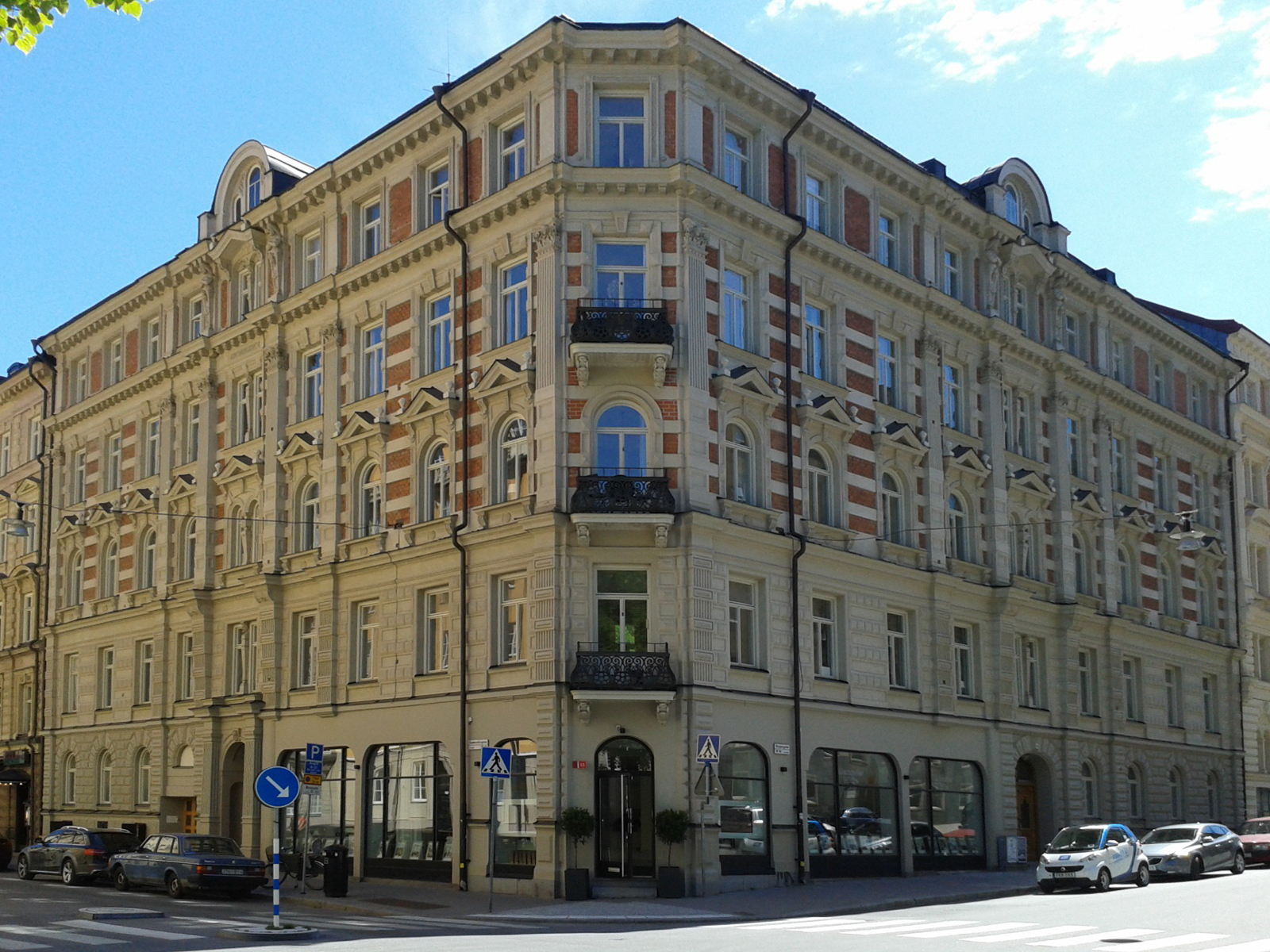
Kommendörsgatan 38, Stockholm, uppfört 1884-1885 efter ritningar av Gyllencreutz
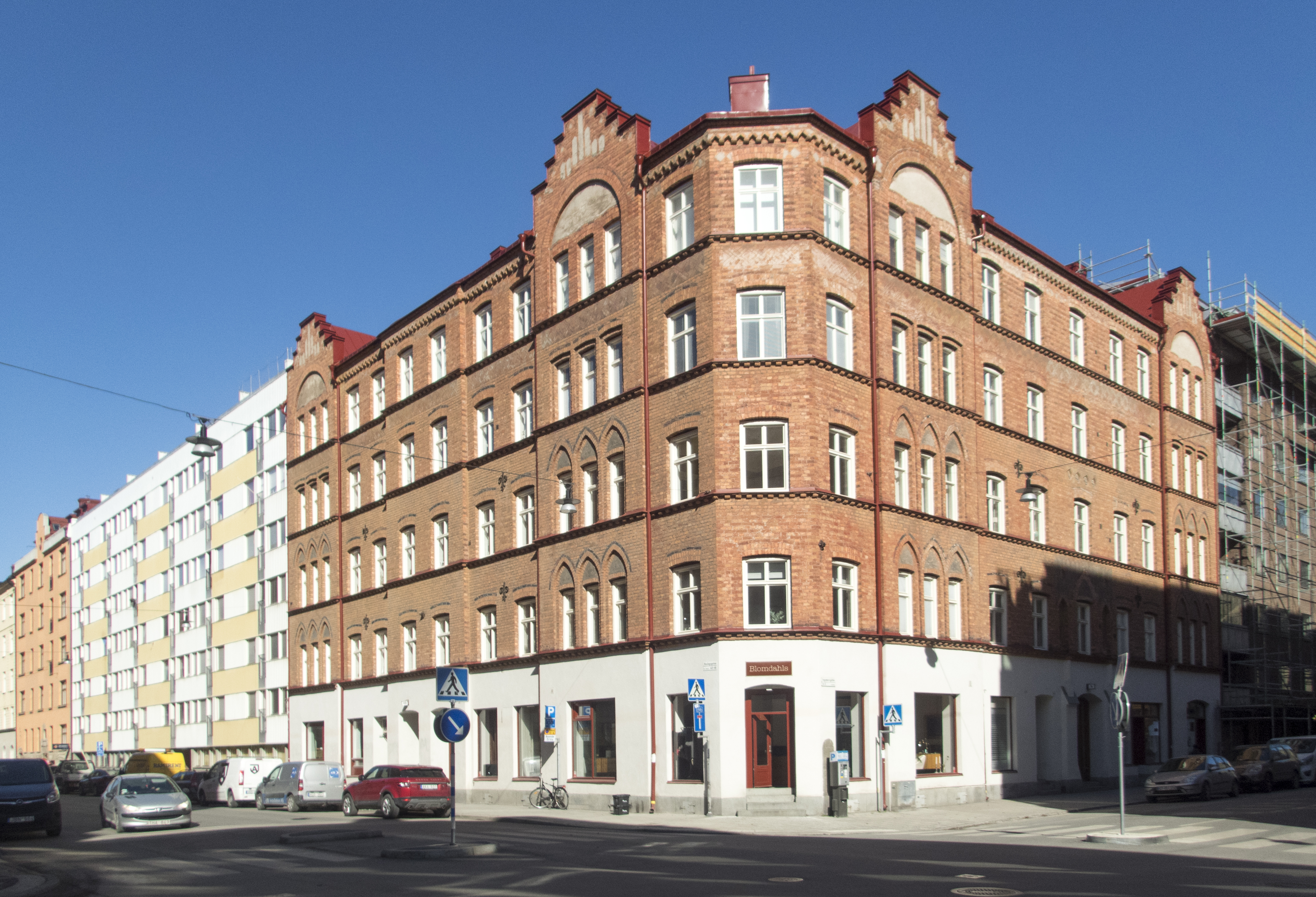
Roslagsgatan 48, Stockholm, 1888, Gyllencreutz
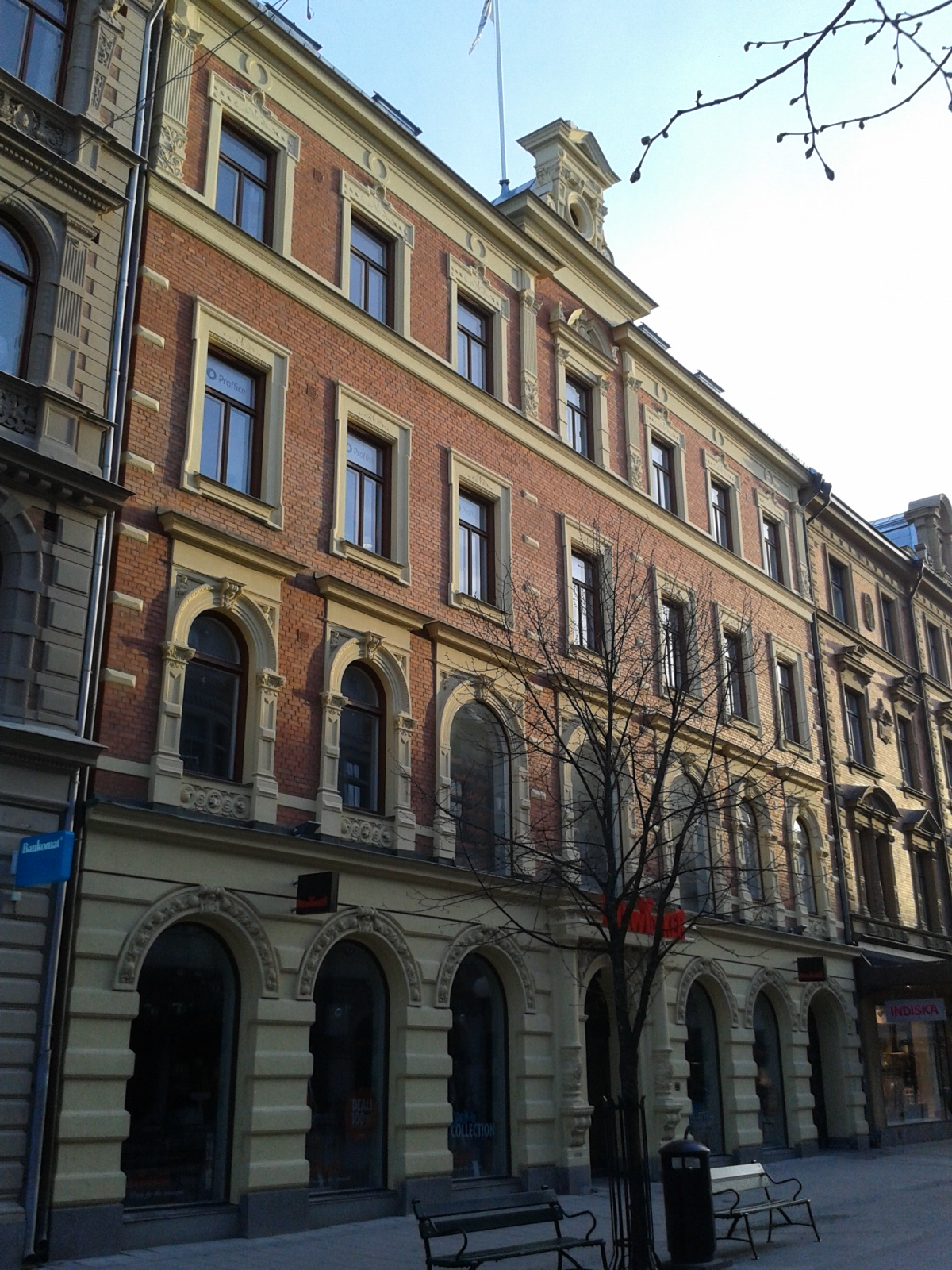
Storgatan 19, Sundsvall, 1891, Appelberg & Gyllencreutz
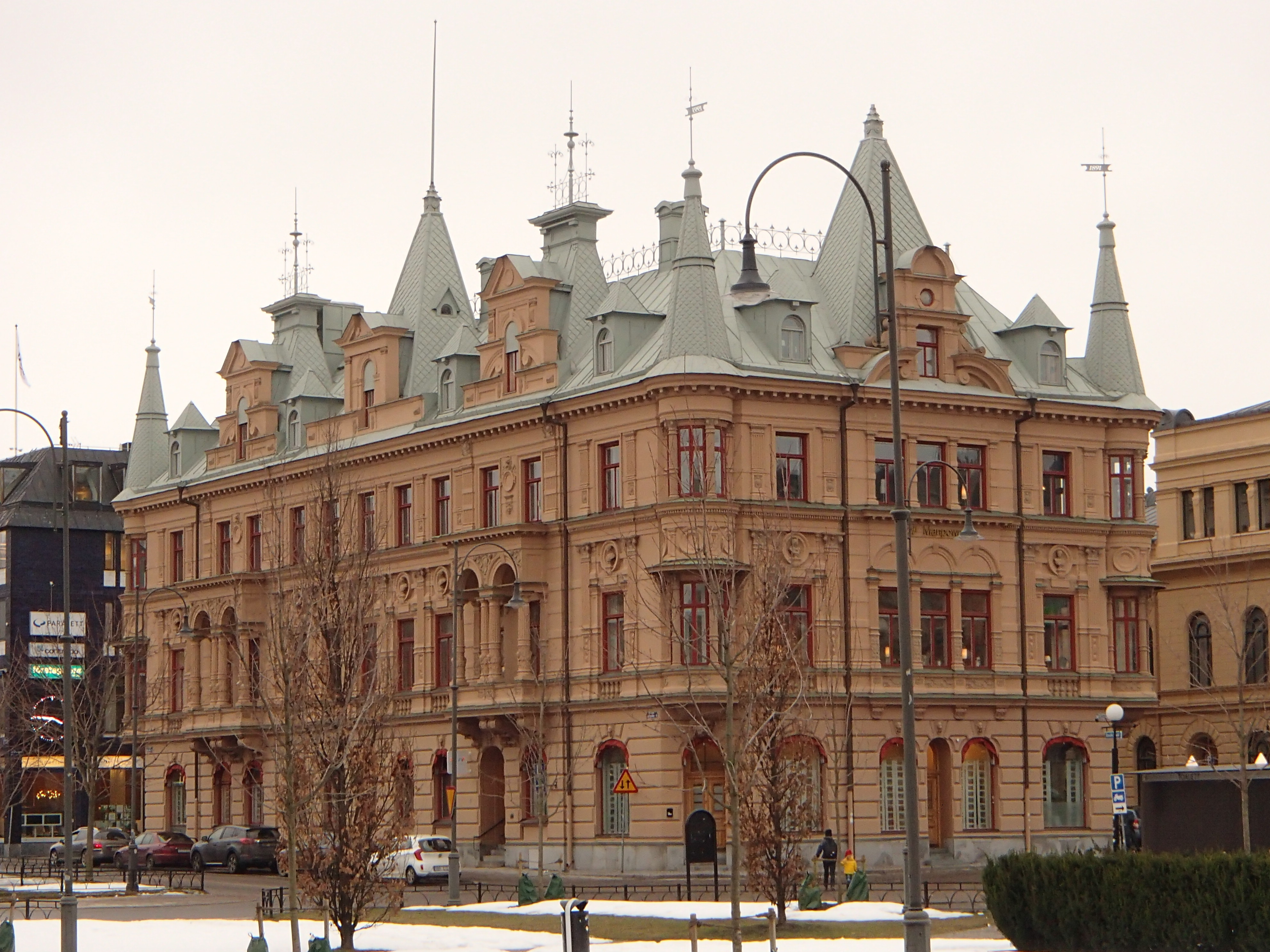
Centralhotellet, Esplanaden 6, Sundsvall, 1891, Appelberg & Gyllencreutz
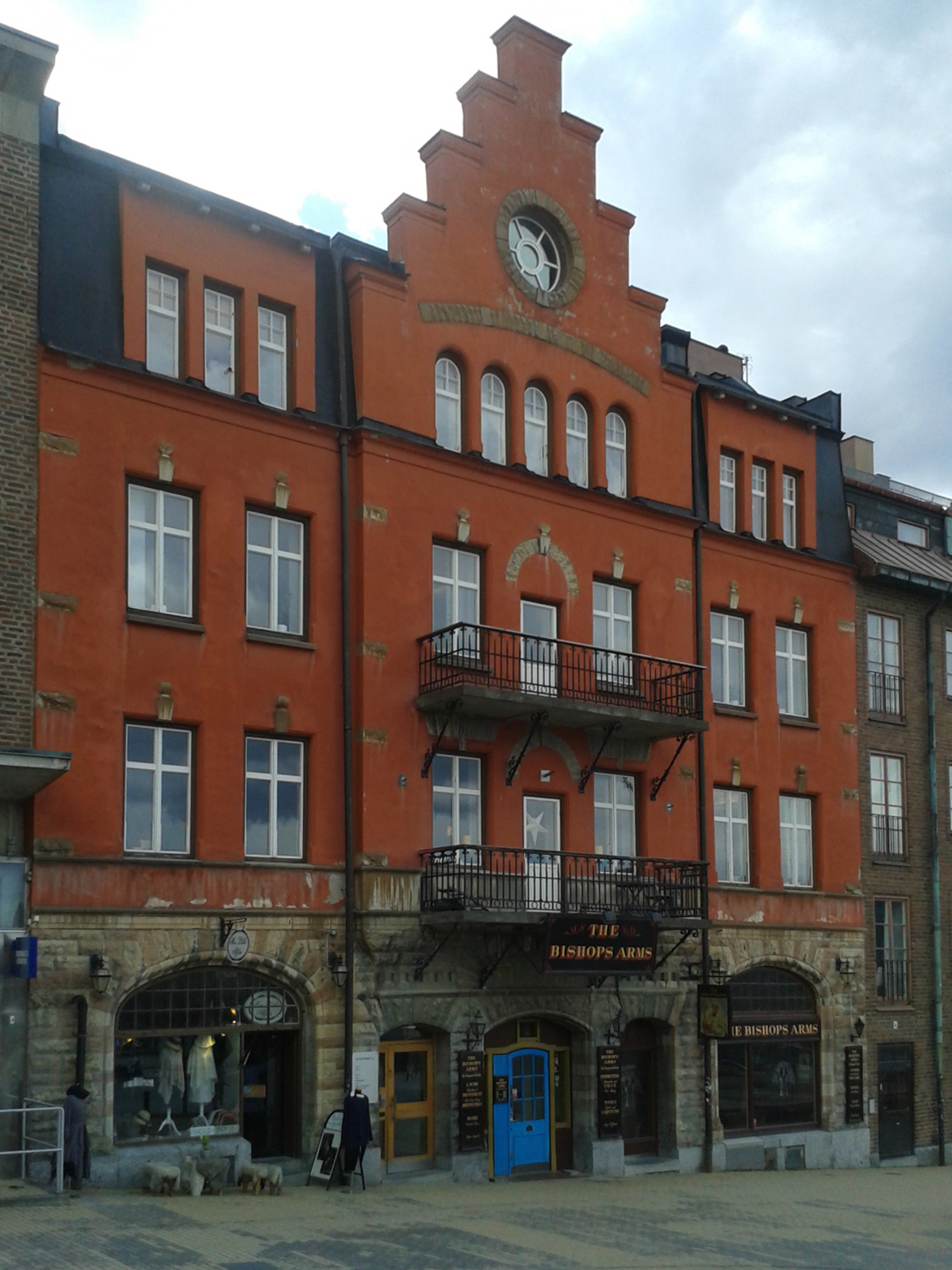
Saluhallen, Stortorget 8, Östersund, 1903, Gyllencreutz
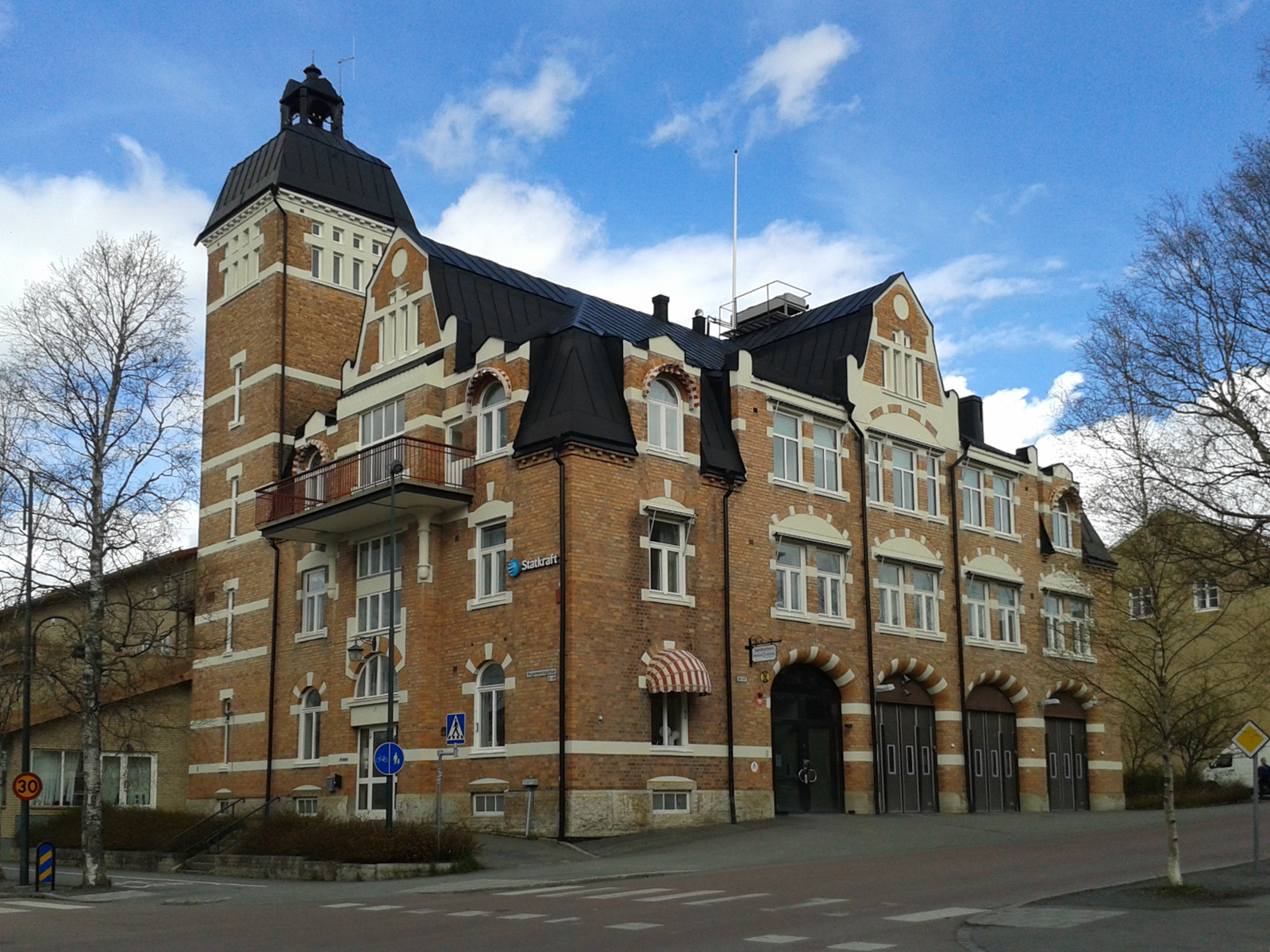
Gamla brandstationen, Östersund, 1913, Gyllencreutz